# The Third Murder
Pour plus de détails, voir Fiche technique et Distribution.
The Third Murder (三度目の殺人, Sandome no satsujin) est un film de procès dramatique japonais écrit et réalisé par Hirokazu Kore-eda, sorti en 2017.

## Synopsis
Un homme d'une soixantaine d'années, Misumi, tue le patron qui vient de le licencier sur les berges d'un fleuve, puis brûle son corps.
Emprisonné, il est défendu par l'avocat Shigemori, aidé de deux collaborateurs. Le père de Shigemori, juge, a sauvé Misumi il y a trente ans, alors qu'il était déjà accusé de meurtre, en le condamnant à la prison et non à la peine de mort.
La tâche des avocats est compliquée par l'étrangeté du prévenu, qui modifie plusieurs fois sa version des faits. Il accorde même un entretien à un journaliste, affirmant que le meurtre lui a été commandé par la femme de son patron.
Shigemori découvre que Misumi a rencontré plusieurs fois Sakie, jeune lycéenne et fille de son patron, sans comprendre pourquoi. Il doit en même  temps faire face au comportement difficile de sa propre fille, qui souffre d'être délaissée.
Le procès commence. La défense plaide coupable, en affirmant que la culpabilité repose en premier lieu sur l'épouse de la victime : l'avocat espère ainsi éviter la peine de mort à son client.
Or Sakie vient voir les avocats et leur raconte que son père l'a violée de nombreuses fois depuis l'âge de 14 ans ; elle pense que Misumi l'a tué pour la protéger et se dit prête à témoigner en sa faveur.
Shigemori va voir Misumi dans la prison. Celui-ci change une nouvelle fois sa version des faits et déclare désormais qu'il n'a pas tué son patron : il lui a seulement pris son portefeuille en le faisant chanter pour une affaire de contrefaçon.
Le procès reprend et la défense plaide désormais non coupable. Cela ne sauve pas Misumi, qui est condamné à mort par un juge pressé d'en finir.
Shigemori, qui a le sentiment d'avoir échoué dans sa mission, va voir encore une fois Misumi en prison. Il expose à Misumi son hypothèse qu'il s'est déclaré innocent afin d'éviter à Sakie de raconter en public son passé douloureux. Misumi, comme à son habitude, ne donne aucune réponse claire. Shigemori est désemparé.

## Fiche technique
- Titre original : 三度目の殺人 (Sandome no satsujin?)
- Titre international et français : The Third Murder (litt. Le Troisième Meurtre)
- Réalisation et scénario : Hirokazu Kore-eda
- Direction artistique : Yohei Taneda[1]
- Photographie : Mikiya Takimoto[1]
- Montage : Hirokazu Kore-eda[1]
- Son : Tomita Kazuhiko[1]
- Musique : Ludovico Einaudi[1]
- Production : Matsuzaki Kaoru et Taguchi Hijiri
- Sociétés de production : Fuji Television Network, Amuse et GAGA Corporation
- Société de distribution : Tōhō
- Pays d'origine :  Japon
- Langue originale : japonais
- Format : couleur - 35 mm - 2,35:1
- Genre : drame
- Durée : 124 minutes
- Dates de sortie :
  - Italie : 5 septembre 2017 (Mostra de Venise 2017)[1]
  - Japon : 9 septembre 2017
  - France : 11 avril 2018

## Distribution
- Masaharu Fukuyama : Tomoaki Shigemori
- Kôji Yakusho : Misumi
- Suzu Hirose : Sakie Yamanaka
- Yuki Saitō : la mère de Sakie
- Kōtarō Yoshida : Daisuke Settsu
- Shinnosuke Mitsushima : Kawashima
- Izumi Matsuoka : Akiko Hattori
- Mikako Ichikawa : Shinohara
- Isao Hashizume : Akihisa Shigemori
- Aju Makita : la fille de Tomoaki
- Hajime Inoue : Ono

## Accueil

### Festival et sorties
The Third Murder est sélectionné en compétition officielle et projeté le 5 septembre 2017 à la Mostra de Venise,, avant la sortie nationale au Japon, le 9 septembre 2017.
En France, il sort le 11 avril 2018.

### Accueil critique
En France, le site Allociné recense une moyenne des critiques presse de 3,6/5, et des critiques spectateurs à 3,6/5.
Pour Jean-François Rauger du Monde, « le nouveau film de Kore-eda est tout autant une austère réflexion sur l'éthique et la justice qu'une interrogation proprement métaphysique sur la notion de culpabilité elle-même. Le meurtre est-il justifiable ? Le Mal est-il toujours absolu ? La dimension un peu démonstrative et rhétorique de The Third Murder est compensée par l'intense interprétation de Koji Yakusho. ».
Pour Samuel Douhaire de Télérama, « à partir d'un fait divers sordide, Hirokazu Kore-eda parvient à insuffler, par petites touches, de la délicatesse et même de la tendresse dans son récit si noir. Il signe, contre toute attente, l'un de ses films les plus émouvants. ».
Pour Olivier Lamm de Libération, « Le prolifique cinéaste japonais Hirokazu Kore-eda signe un thriller sombre et complexe dans lequel il tente un nouveau rapport à l’image. [...] Assez peu engageant dans sa facture de polar télé et ses discours ambigus assénés ici ou là sur l'éventuelle pertinence de la peine de mort, The Third Murder n'en reste pas moins le film le plus complexe et retors de Kore-eda depuis Nobody Knows, en 2004 – et à ce titre, si ce n'est le plus plaisant, l’un de ses plus intéressants. ».

### Box-office
- France : 95 685 entrées[7]

## Distinctions

### Récompense
- Prix de l'académie japonaise 2018 : Meilleur film pour Hirokazu Kore-eda

### Sélections
- Mostra de Venise 2017 : sélection en compétition officielle.
- Festival international du film de Toronto 2017 : sélection en section Masters.
- Festival international du film policier de Beaune 2018 : sélection en compétition officielle.

### Nominations
- Asian Film Awards 2018 :
  - Meilleur film pour Hirokazu Kore-eda
  - Meilleure actrice en second rôle pour Suzu Hirose
  - Meilleur monteur pour Hirokazu Kore-eda
  - Meilleur directeur de la photographie pour Mikiya Takimoto
  - Meilleur directeur artistique pour Yohei Taneda